# Arnold von Harff
 (août 2014).
Arnold von Harff (1471 au château Harff, Bedburg - janvier 1505) est un voyageur allemand du XVe siècle originaire de Cologne, qui s'est rendu dans plusieurs pays afin d'en étudier brièvement les mœurs et les langues. Il récolta et mit par écrit toutes ces informations. Il a étudié plusieurs langues durant son voyage (1496-1499) : le breton, le slovène, le turc, le biscayen (le basque), l'hébreu, le « sarrazin » (l'arabe), l'albanais, le hongrois, le syrien, l'« éthiopien » (l'amharique), l'arménien.

## La langue bretonne
Il s’est rendu en Bretagne, dans la ville de Nantes, en 1499. À cette période (en 1491) le roi de France, Charles VIII avait divorcé de la sœur de Maximilien d'Autriche, roi de Germanie, futur empereur du Saint-Empire romain germanique, pour épouser la fiancée de cet empereur, Anne de Bretagne. Les tensions diplomatiques étaient donc importantes et cela explique peut-être en partie pourquoi le chevalier Von Harff s'est rendu dans le duché de Bretagne, qui devait être « à la mode » à cette époque.
Dans cette ville de Nantes ou dans son voisinage, il releva un glossaire de langue bretonne. Ce glossaire est très intéressant pour plusieurs raisons :
- On apprend aussi qu'à Nantes, les mutations (changement de la première consonne d'un mot à la suite de différents facteurs) connues dans les autres dialectes bretons étaient très peu utilisées.
- On apprend que la différenciation de l'article indéfini un (um devant p, b) ne s'était pas encore faite en un, ur, ul. Il devait en être de même pour l'article défini an, am.
- Enfin, certains chercheurs comme Guyonvac'h ont vu dans le breton collecté une forme dialectale proche du vannetais et probablement du breton de Guérande qui fut parlé à Batz-sur-Mer jusqu'au début du XXe siècle (voir l’article Breton de Batz-sur-Mer).

Le récit de Von Harff reste toutefois trop lacunaire et il est impossible de savoir si le chevalier a collecté lui-même le contenu de son glossaire auprès d'une population bretonnante ou bien s'il a fait traduire une série de termes par un informateur trilingue.

### Citations (traduction en français)
« C'est une très jolie petite ville forte, renforcée de murs et de tours. Au nord, il y a un château-fort et, vers l'ouest, avec de très forts murs, des fossés munis de remparts, et il y a une porte fortifiée et ornée, ainsi que je l'ai vue. C'est là que le roi Charles de France a fait campagne, qu'il l'a forcée et bombardée pendant sept semaines; qu'il n'a pas bien réussi, mais qu'il l'a eue ensuite par la ruse et la guerre. »

« Item : cette ville de Nantes (Nantis) est entre deux eaux courantes. L'une d'elles s'appelle la Loire (Lier). Là où nous sommes arrivés, elle s'est partagée en six bras et sur chacun il y a un pont de bois. Un pont de pierre passe encore au-dessus d'un mauvais marécage d'environ trois cent cinquante pas de long. Ce sont donc sept ponts avec six bras de rivière avant qu'on n'entre dans la ville de Nantes et au-dessus de chaque bras de rivière, il y a un beau faubourg. Cette autre rivière s'appelle l'Erdre (Ardon) et elle coule dans la plaine qui entoure la ville. »

« Item : à ce grand fleuve appelé Loire se termine le pays de Poitou et commence ce pays de Bretagne que nous nommons Britania, un duché particulier qui est maintenant tout français. »

« Item : à l'intérieur de cette ville, près du château, ils construisaient une jolie cathédrale à Saint-Pierre, un évêché. Dans cette église reposent beaucoup de corps de saints. Les noms nous en ont été inconnus. »

« Item : ici à Nantes on fait de très bonnes lames de couteaux. »

« Item : dans cette ville et dans toute la Bretagne les femmes portent communément deux longues cornettes entourées de tissu sur la tête, une au-dessus de chaque oreille de cette manière. »

(ensuite il y a une illustration)

### Glossaire bas-allemand/breton

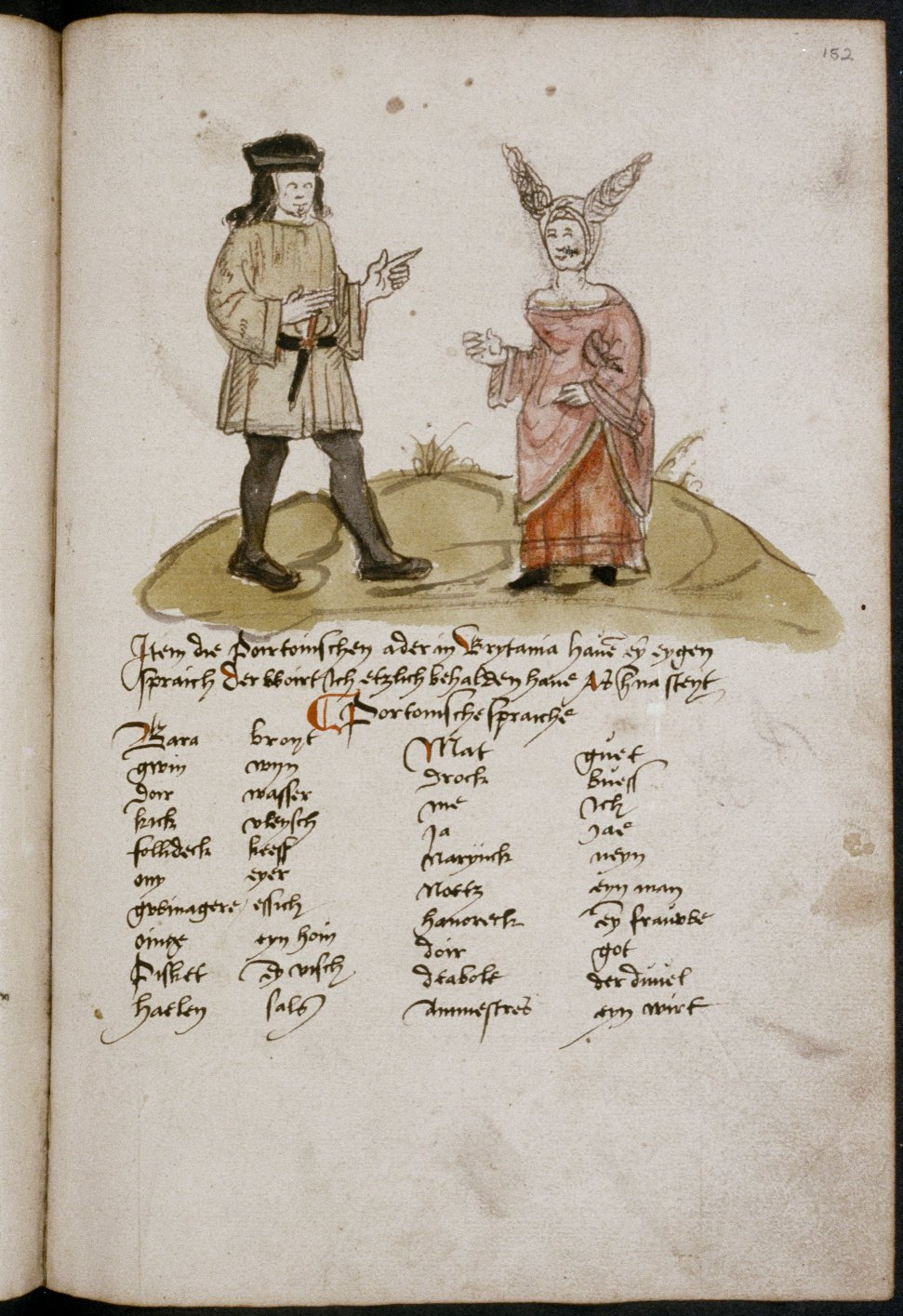
page du manuscrit de Arnold von Harff, montrant le glossaire breton-bas allemand sous une image du costume de Nantes

« Item, les Bretons, ou bien en Bretagne, ils ont une langue propre dont j'ai retenu quelques mots, ainsi qu'il est écrit ci-dessous: »

| bas allemand | breton médiéval de Nantes | breton moderne                | français   |
| ------------ | ------------------------- | ----------------------------- | ---------- |
| Broit        | bara                      | bara                          | pain       |
| Wijn         | gwin                      | gwin                          | vin        |
| Wasser       | doir                      | dour                          | eau        |
| Fleysch      | kick                      | kig                           | viande     |
| Keess        | follideck                 | fouloudeg, keuz               | fromage    |
| eyer         | ony                       | ur vi ("un u" dans le Tregor) | un œuf     |
| Essich       | gwinagere                 | gwinegr                       | vinaigre   |
| Eyn hoen     | oinge                     | un evn(ez), ur yar            | une poule  |
| eyn visch    | pisket                    | pesked                        | du poisson |
| Sals         | haelen                    | holen                         | du sel     |
| Guet         | mat                       | mat                           | bon        |
| Buess        | drock                     | drouk                         | mauvais    |
| Ich          | me                        | me                            | moi, je    |
| Jae          | ja                        | ya                            | oui        |
| Neyn         | narinck                   | nann (ne rin ket)             | non        |
| Eyn man      | noetz                     | un den                        | un homme   |
| Eyn frauwe   | honoreck                  | ur wreg                       | une femme  |
| Got          | doie                      | doue                          | dieu       |
| Der duuel    | deabole                   | diaoul                        | diable     |
| Eyn wijrt    | am mestres                | ar vestrez                    | l'hôte     |
| Eyn wirinne  | annetisses                | an ostizez                    | l'hôtesse  |
| Essen        | dribit                    | debrit (debriñ)               | manger     |
| Drincken     | hifit                     | evit (evañ)                   | boire      |
| Slaeffen     | gorwet                    | kousket (gourvezet : allongé) | dormir     |
| eyn kertz    | golo                      | gouloù (goulaouenn)           | bougie     |
| Heuwe        | fenun                     | foenn                         | foin       |
| Stroe        | kolun                     | kolo (vannetais "koloñ")      | paille     |

| bas allemand | breton médiéval de Nantes | breton moderne      | français |
| ------------ | ------------------------- | ------------------- | -------- |
| Eyn          | vin                       | un                  | un       |
| Tzewy        | duwe                      | daou                | deux     |
| Drij         | try                       | tri                 | trois    |
| Vier         | peier                     | piar (en vannetais) | quatre   |
| Vonff        | pempe                     | pemp                | cinq     |
| Sees         | gwech                     | c’hwec’h            | six      |
| Seuen        | see                       | seih (en vannetais) | sept     |
| Acht         | eiff                      | eih (en vannetais)  | huit     |
| Nuyn         | nae                       | nav                 | neuf     |
| Tzeyn        | deck                      | dek                 | dix      |
| Hundert      | caut                      | kant                | cent     |
| Dusent       | mile                      | mil                 | mille    |

| Français                      | moyen Breton de Nantes | breton moderne                       |
| ----------------------------- | ---------------------- | ------------------------------------ |
| Donne moi de l'avoine         | Madan meker            | Ro din-me kerc'h                     |
| Bonjour                       | Dematio                | Demat deoc'h                         |
| Bonsoir                       | Nosmat                 | Noz vat                              |
| Où est la route pour Rennes ? | Madin nent la renis ?  | E-men emañ an hent etrezek Roazhon ? |
| Comment cela s'appelle-t-il ? | Pe gauo eo ?           | Pe anv eo ?                          |
| Je veux payer                 | Me vel tin paia        | Me a fell din paeañ                  |
| Lavez ma chemise !            | Gwalget mar rochet !   | Gwalc'hit ma roched !                |

### Itinéraire deNantesàRennes
- Item de Nantes à Héric, un village, trois lieues.
- Item de Héric à Nozay, une franchise, quatre lieues.
- Item de Nozay à Mouais, un village, trois lieues.
- Item de Mouais à Bain(de Bretagne) un grand village, trois lieues.
- Item de Bain à Poligné, un village, une lieue.
- Item de Poligné à Pont-Péan, un village, trois lieues.
- Item de Pont-Péan à Rennes, deux lieues.

### La ville de Rennes
C’est une très belle ville située en Bretagne, soumise à la couronne de France. À travers la ville passe un petit fleuve nommé la Vilaine (Vilanga). Ici, à l’intérieur de la ville, il y a une belle cathédrale Saint Pierre, un évêché. Item, vers l'est au bout de la ville, près de la porte, il y a un beau couvent de filles nobles, du nom de saint Georges. Dans la sacristie on montre les ossements de Saint Georges et beaucoup d'autres objets sacrés. Et cette ville de Rennes a beaucoup de faubourgs.

### Itinéraire de Rennes vers la Normandie
- Item de Rennes à Saint-Grégoire, un village, une lieue.
- Item de Saint-Grégoire à Aubigné, un village, trois lieues.
- Item d'Aubigné à Bazouges, un village, trois lieues.
- De Bazouges à Pontorson, trois lieues.

Nous passâmes par une forêt d'un demi-mille de long. C'est une petite ville : un fleuve la traverse, appelé le Couesnon (Sqwanum). Et ici se termine le duché de Bretagne, nommé Britania. Et plus loin, c'est le duché de Normandie, soumis à la couronne de France.